# 李家源
李 家源（イ・ガウォン、朝鮮語: 이가원、1917年 - 2000年11月9日）は、大韓民国の教授、朝鮮文学者、漢文学者。大韓民国学術院正会員。
本貫は真城李氏、李滉の14代孫である。本名は李 慙淵（イ・チャミョン、이참연）、号は淵民（ヨンミン、연민）。

## 経歴
日本統治時代の慶尚北道安東郡（現・安東市）陶山面出身、幼少期から漢学に興味があり、祖父の下で漢学を学んだ。1940年代初に明倫専門学院・明倫専門学校を経て、1952年に成均館大学校国文科を卒業した。1954年から成均館大学校文理学部助教授・教授となったが、1956年に自由党に反対することにより罷免された。1959年に延世大学校副総長の崔鉉培の推薦により延世大学校国文学科教授を務め、同年に文教部国語審議会委員、1960年に韓国教授協会幹事。1962年に韓国語文学会理事、1966年に成均館大学校理事、1970年から1974年まで儒道会総本部委員長、1975年に韓国韓文学研究会会長、1978年に退渓学研究院理事をそれぞれ務めた。1982年に定年退職し、1983年に檀国大学校大学院招待教授を経て碩座教授となり、大韓民国学術院会員を務めた。1966年に成均館大学校で文学博士取得後、渡台し1969年に中華学術院（現・中国文化大学）にて哲学博士号を取得した。
他には陶山書院院長、退渓学研究院院長を歴任し、檀国大学校東洋学研究所で「漢韓大辞典」の編纂を主導した。2000年11月9日に高麗大学校安岩病院で死去、享年83。墓所は忠清北道忠州市にある。蔵書や書画は檀国大学校に寄贈された。